# مصوتون محدودو المعلومات
المصوتون محدودو المعلومات، يعرفون كذلك اختصارًا باسم LIVs أو المصوتين المضلَلين، هم الأشخاص الذين يحق لهم التصويت ولكن بشكل عام لا يعرفون سوى القليل للغاية عن أمور السياسة. وتستخدم هذه العبارة بشكل أساسي في الولايات المتحدة، وأصبحت شائعة الاستخدام منذ منتصف تسعينيات القرن العشرين.

## الأصول
ابتكر مستطلع الآراء ومتخصص العلوم السياسية صامويل بوبكين مصطلح «محدود المعلومات» عام 1991 عندما استخدم عبارة «التأشير محدود المعلومات» في كتابه الناخب المستدِل: التواصل والإقناع في الحملات الانتخابية. ويشير مصطلح التأشير محدود المعلومات إلى أساليب الإشارات أو الحدس المهني التي يلجأ إليها الناخبون، بدلاً من الاعتماد على المعلومات الجوهرية، لتحديد لمن سيصوتون. ومن الأمثلة الواردة المصوتون الذين يروق لهم بيل كلينتون لأنه يتناول الطعام بأحد فروع مطاعم ماكدونالدز، ويفكرون في التصويت لصالح جون كيري وباراك أوباما بوصفهم صفوة ممارسي رياضة ركوب الأمواج والغولف على التوالي.

## المعنى
تتميز وجهات النظر التي يتبناها بعض المصوتين «محدودي المعلومات» بأنها أكثر اعتدالاً من أولئك المصوتين ذوي المعلومات العالية، فهم أقل احتمالية للتصويت، ويبحثون عن التصويت لصالح المرشح الذي يجدونه جذابًا في شخصه. فيميل هذا النوع من المصوتين ليصبحوا مصوتين مترددين، كذلك، يميلون للاقتراع بـ القائمة الانتخابية المشطورة أكثر مما يفعل المصوتون واسعو الاطلاع، ويرى الباحثون أن السبب في ذلك يكمن في الافتقار إلى الأيدلوجية المتماسكة.
كتب عالم اللغويات جورج لاكوف عن هذا المصطلح قائلًا إنه مصطلح تحقيري يستخدمه بشكل أساسي الليبراليون الأمريكيون للإشارة إلى الأشخاص الذين يصوتون لأحد المحافظين الذين لا يسعون لمصالحهم الشخصية، ويفترض جورج أنهم يفعلون ذلك لأنهم يفتقرون إلى المعلومات الكافية. ويشير قائلًا، إن الليبراليين يعزون هذه المشكلة جزئيًا إلى مناقشة جهود الجمهوريين في تضليل المصوتين.
يعرّف العضو بـ مجلس النواب الجمهوري والموظف بـ مجلس الشيوخ مايك لوفجران، في مقال له صدر عام 2011 بعنوان «وداعًا للجميع: تأملات يرويها أعضاء الحزب الجمهوري الذين تخلو عن المنهج»، المصوتون محدودو المعلومات بوصفهم «عوامل دينية» ضد الفكر ومعادين للعلم، ويزعم أن الجمهوريين يتلاعبون عن عمد بالمصوتين محدودي المعلومات لهز ثقتهم في المؤسسات الديمقراطية الأمريكية.
وفي سياق متصل، تحدت ورقة العمل التي قام بكتابتها ستة من العلماء السياسيين الأمريكيين عام 2012 تحت مسمى «نظرية الأحزاب السياسية: الجماعات والمطالب المتعلقة بالسياسات والترشيحات في السياسات الأمريكية» الفكرة المتمثلة في أن الجمهوريين يرغبون في استهداف الناخبين محدودي المعلومات، وتشير إلى أنه بدلًا من ذلك، يعكف الحزبان الأمريكينن الأكبران على القيام بذلك. وأكدت على أن 95% من شاغلي المناصب داخل مجلس النواب عالي الاستقطاب قد فازوا في جولة إعادة الانتخابات على الرغم من تفضيل المصوتين للتمثيل الوسطي وتشير ورقة العمل إلى أن معاقبة المصوتين المتكررة بالسلوك المتطرف لا يشير إلى موافقتهم عليه، بل إلى الافتقار إلى الانتباه والمعلومات. وتشير الورقة إلى أن هذا يكون مدعومًا بحقيقة أن الدوائر المؤتمرية والأسواق الإعلامية تعمل معًا لتنشئة جمهور من الناخبين أكثر وعيًا، في الوقت الذي تزداد فيه فرصة أعضاء مجلس النواب المتطرفين في مواجهة شبح الهزيمة. وتقترح الورقة أنه في النظام السياسي الأمريكي، تمثل جماعات المصالح، والنشطاء الفاعلون الرئيسيون، أما جمهور الناخبين فيتميزون بالجهل ويتعرضون للخداع.

## التأثيرات
توصلت دراسة أجريت في عام 1992 أنه في غياب المعلومات الأخرى، يلجأ الناخبون إلى الاعتماد على الجاذبية المادية للمرشحين ويحاولون من خلالها استخلاص بعض الاستنتاجات حول الصفات الشخصية للمرشح وأفكاره السياسية. وأجريت دراسة باستخدام تحليل الانحدار اللوجستي على البيانات الخاصة بـ دراسات الانتخابات الوطنية الأمريكية التي تم الحصول عليها من عام 1986 وحتى عام 1994، وخلصت الدراسة إلى أن المصوتين محدودي المعلومات يميلون إلى الافتراض أن المرشحات الإناث والمرشحين السود أكثر ليبرالية عن المرشحين الذكور والبيض من نفس الحزب. كذلك، خلصت دراسة أجريت عام 2003 تقوم بتحليل البيانات على مستوى الدوائر الانتخابية من انتخابات مجلس المدينة المنعقدة في بيوريا، إلينوي في الفترة بين عامي 1983 و1999، أن وضع أسماء المرشحين على بطاقات الاقتراع كانت تمثل نقطة تركيز بالنسبة للمصوتين محدودي المعلومات. وأشارت إحدى التحاليل المعنية بـ «اكتشاف اللغز المحير» في أن المشرعين شاغلي المناصب في الديمقراطيات الناضجة والمسؤولين عن الفساد لا يعاقبون بشكل عام في الانتخابات، إلى أن المصوتين الأقل اطلاعًا أكثر عرضة للتصويت لشاغلي المناصب المتهمين بالفساد عن نظرائهم الأكثر اطلاعًا، ربما لأنهم لم يكونوا يعرفون شيءًا عن هذه الادعاءات.

## في الثقافة الشعبية
في سبتمبر 2012، سخر الممثل الكوميدي بيل ماهر، من المصوتين المترددين من خلال برنامجه ريل تايم من إنتاج شركة هوم بكس أوفيس مطلقًا عليهم لقب «المصوتون محدودو المعلومات، والمعروفون كذلك باسم الحمقى» كذلك، في شهر سبتمبر، أجرى برنامج ساترداي نايت لايف الذي تبثه هيئة الإذاعة الوطنية إعلان الخدمة العامة بصورة وهمية، ويضم مجموعة من المصوتين محدودو المعلومات يطرحون أسئلة مثل «ما موعد انعقاد الانتخابات؟» و«من هو الرئيس الحالي؟ هل يخوض أو تخوض الانتخابات؟»
في يناير 2013، صاغت أليسيا كولون عبارة «محدود المعلومات» في عمودها، «المصوتون محدودي المعلومات غير مهتمين بأمور السياسة»، المنشور بالصحيفة الأمريكية إيريش إكزامنر [15]